# Carlos I Luís, Eleitor Palatino
Carlos I Luís, Eleitor Palatino (Heidelberg, 22 de dezembro de 1617 — Heidelberg, 28 de agosto de 1680) foi Conde Palatino do Reno de 1649 até à sua morte e príncipe-eleitor do Palatinato. Era filho do Príncipe Palatino do Reno Frederico V, Eleitor Palatino e de sua mulher, a princesa Isabel da Boémia, de Inglaterra.
Pela Paz de Vestfália em 1648, o o Baixo Palatinado foi restituído a Carlos Luís, e foi-lhe concedido um novo título de "Eleitor do Palatinato", mas abaixo em precedência em relação aos outros eleitorados.